# CS-200
La CS-200 (Carretera Secundària 200) és una carretera de la Xarxa de Carreteres d'Andorra, que comunica Escaldes-Engordany a la CG-2, amb Engolasters. La carretera acaba al límit de la Parròquia d'Escaldes-Engodany amb la Parròquia d'Encamp. També s'anomena Carretera d'Engolasters.
Segons la codificació de carreteres d'Andorra aquesta carretera correspon a una Carretera Secundària, és a dir, aquelles carreteres què comuniquen una Carretera General amb un poble o zona.
Aquesta carretera és d'ús local ja què només l'utilitzen los veïns de les poblacions que recorre.
La carretera té en total 6,1 quilòmetres de recorregut.

## Història
El 2005, la carretera es va reduir a mesura que va ser absorbida per la carretera CG-2 que començava a la cruïlla de CG-1 i CG-3, des del Carrer de la Unió fins a Andorra la Vella.

## Camí de Les Fonts[2]
El itinerari segueix del Canal de Ramió i el Camí dels Matxos fins al Coll de Jovell.
Aquest camí es va construir, juntament amb el canal, durant els anys 1940 per alimentar d'aigua del Llac d'Engolasters. A partir del berenador de la font de Corralets, el canal passa per un túnel per arribar a Ramió, a la vall del Madriu.
Des de coll de Jovell es baixa per arribar a la font i berenador de la Closa abans de remuntar per la canal de la Tossa, on es poden observar alguns dels efectes dels aiguats del 1982.

### Punt de Sortida
Seguim la CS-200 en direcció cap a Engolasters, passem la magnífica capella de Sant Miquel d'Engolasters en direcció del llac del mateix nom. Poc després del km 6, en un revolt de la carretera, hi trobem un aparcament amb una petita caseta de fusta a la dreta, aquí comença el Camí de Les Fonts.
Temps per fer el recorregut: 1 h 55 min
Desnivell positiu: 272 m
Desnivell negatiu: 272 m

## Estany d'Engolasters o Llac d'Engolasters
A només un quart d'hora en cotxe de la capital i a una alçada d'uns 1.600 m, el llac d'Engolasters és el llac més emblemàtic i més visitat del nostre país. Actualment és el dipòsit d'aigua principal per l'abastament de la central hidroelèctrica que es troba al fons de la vall. De fàcil accés, el pot visitar tota la família.

## Recorregut[3]
- Escaldes-Engordany (CG-2)
- Sant Miquel d'Engolasters[4]
- Parc Font de La Closa
- Funicular d'Engolasters
- Estany d'Engolasters
- Engolasters
- Carretera de les Pardines (direcció: Sant Felip i Sant Jaume dels Cortals)

| Tipus de Sortida | Direcció de la sortida    | Carretera que hi enllaça | Qm  | Parròquia |
| ---------------- | ------------------------- | ------------------------ | --- | --------- |
| CS-200           | Escaldes-Engordany        | CG-2                     | 0   | Escaldes  |
|                  | La Comella                | CS-101                   | 1,5 | Escaldes  |
|                  |                           |                          | 5   | Escaldes  |
|                  | Estany d'Engolasters      |                          | 5,9 | Escaldes  |
|                  | Sant Miquel d'Engolasters |                          | 5,9 |           |
|                  | Engolasters               |                          | 6,1 | Escaldes  |
|                  | Hotel Camp del Serrat     | CS-200                   | -   | Escaldes  |
|                  | Carretera de les Pardines | Camí                     | -   | Encamp    |